# Мюррей, Паули
Энн Полина «Паули» Мюррей (англ. Anna Pauline "Pauli" Murray; род. 20 ноября 1910 года в Балтиморе, США — ум. 1 июля 1985 года в Питтсбурге, США) — американская правозащитница, юрист, активистка движений за гражданские права чернокожих и права женщин, епископальный священник и писатель. В 1977 году Мюррей стала первой афроамериканкой и первой женщиной, которая была рукоположена в сан священника Епископальной церкви.
Родившись в Балтиморе (штат Мэриленд), Мюррей рано осиротела и её воспитывали в основном бабушка и дедушка по материнской линии в Дареме (Северная Каролина). В возрасте 16 лет она переехала в Нью-Йорк, чтобы поступить в Хантер-Колледж. В 1933 году получила степень бакалавра гуманитарных наук по английскому языку. В 1940 году Мюррей и её подруга были арестованы в Вирджинии за нарушение законов о сегрегации. Этот инцидент и её последующее участие в социалистической Лиге защиты рабочих побудили её стать правозащитником. Она поступила в юридическую школу при Говардском университете, где столкнулась с сексизмом. Она назвала это «Джейн Кроу», по аналогии с законами Джима Кроу, которые устанавливали расовую сегрегацию на юге Соединённых Штатов. Мюррей получила высшее образование, но ей отказали в возможности работать аспирантом в Гарвардском университете из-за её пола. Она получила степень магистра права в Калифорнийском университете в Беркли, а в 1965 году стала первым афроамериканцем, получившим степень доктора юридических наук в Йельской школе права.
Как юрист, Мюррей выступал за гражданские права и права женщин. Главный советник Национальной ассоциации содействия прогрессу цветного населения (NAACP) Тэргуд Маршалл назвал книгу Мюррей 1950 года States' Laws on Race and Color «библией» движения за гражданские права. Мюррей работала в президентской комиссии по положению женщин 1961–1963 годов, созданной Джоном Ф. Кеннеди. В 1966 году она стала соучредителем Национальной организации женщин. Рут Бадер Гинзбург, вторая в истории Верховного суда США судья-женщина, назвала Мюррей соавтором брифа к делу «Рид против Рида» 1971 года в знак признания её новаторской работы по гендерной дискриминации. В этом деле была сформулирована «неспособность судов признать дискриминацию по признаку пола в том, что она есть, и её общие черты с другими видами произвольной дискриминации». Мюррей занимала преподавательские или административные должности в Ганской школе права, Бенедикт-колледже и Брандейском университете.
В 1973 году Мюррей оставила науку ради Епископальной церкви. В 1977 году она была рукоположена в священники, став первой женщиной-священником. Мюррей боролась в своей взрослой жизни с проблемами, связанными с её сексуальной и гендерной идентичностью, описывая себя как «перевёрнутый сексуальный инстинкт». У неё был короткий аннулированный брак с мужчиной и несколько глубоких отношений с женщинами. В юном возрасте она иногда вела себя как мальчик-подросток. Биограф 2017 года задним числом классифицировал её как трансгендера. В дополнение к своей юридической и пропагандистской работе, Мюррей опубликовала две автобиографии и сборник стихов Dark Testament.

## Ранние годы
Мюррей родилась в Балтиморе (штат Мэриленд) 20 ноября 1910 года. Её родители имели смешанное расовое происхождение, а среди предков были чёрные рабы, белые рабовладельцы, коренные американцы, ирландцы и свободные чернокожие. Разнообразные черты и цвет её семьи были описаны как «Организация Объединённых Наций в миниатюре». Родители Мюррей, школьный учитель Уильям Мюррей и медсестра Агнес (Фицджеральд) Мюррей, оба идентифицированы как чёрные. В 1914 году Агнес умерла от кровоизлияния в мозг, когда её дочери было три года. После того, как у отца Мюррея начались эмоциональные проблемы в результате брюшного тифа, родственники взяли под опеку его детей. В конце концов Уильям был помещён в психиатрическое учреждение, где не получал никакого значимого лечения.

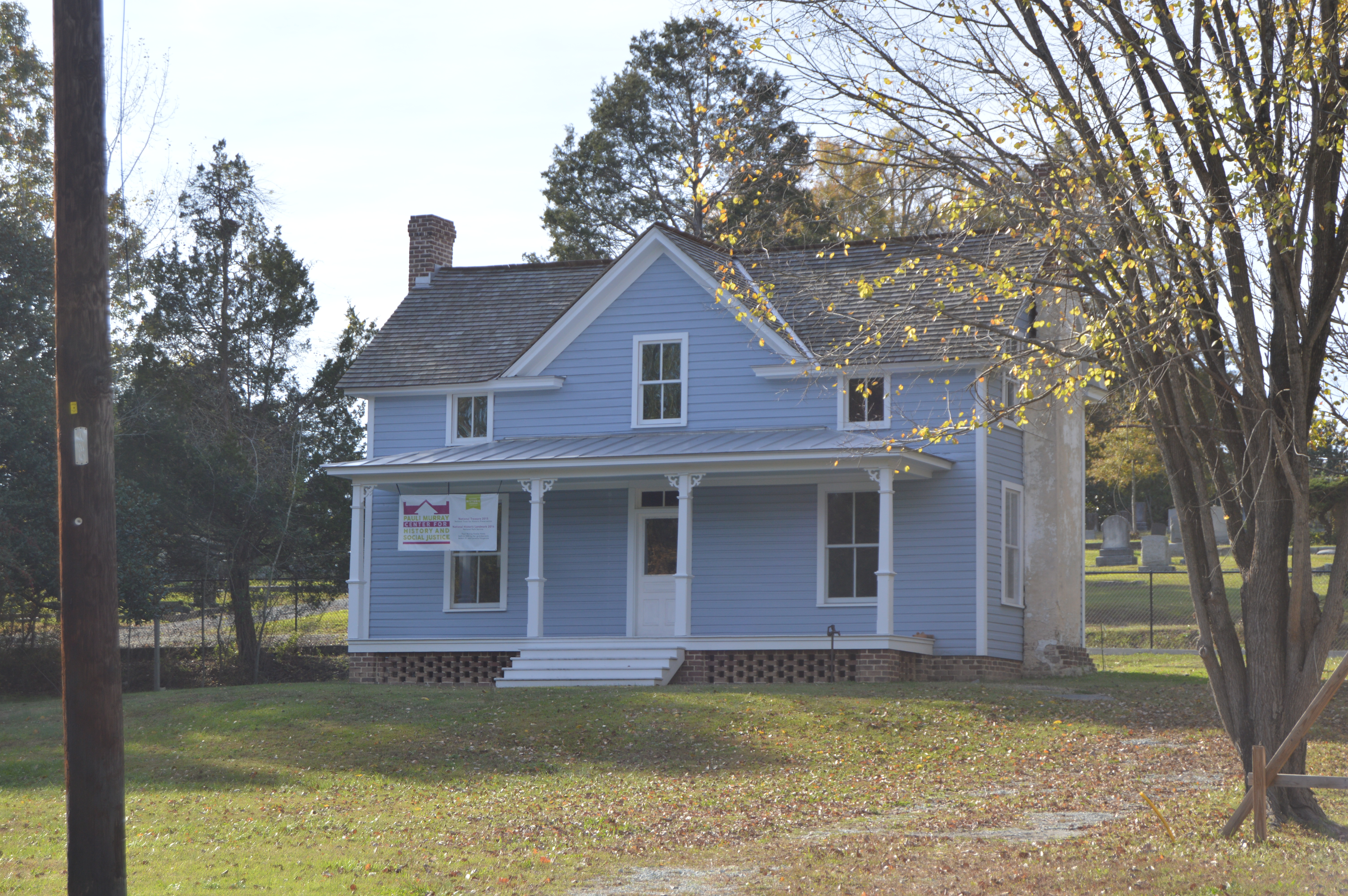
Дом, где жила Мюррей в Дареме (Северная Каролина).

Трёхлетняя Паули Мюррей была отправлена в Дарем (Северная Каролина), где жила с семьёй её матери. Там она воспитывалась своими тётями по материнской линии, Сарой (Салли) Фицджеральд и Полиной Фицджеральд Дам (обе были учительницами), а также бабушкой и дедушкой по материнской линии, Робертом и Корнелией (Смит) Фицджеральд. Она посещала епископальную церковь Св. Тита с семьей своей матери, как и её мать до рождения Мюррей. В 1923 году её отец, который был помещён в негритянскую психиатрическую больницу штата Мэриленд, где и умер в результате избиения. Мюррей хотела спасти отца, рассчитывая забрать его из больницы после совершеннолетия, но ей было всего 13 лет, когда он умер.
Мюррей жила в Дареме до 16 лет, после чего переехала в Нью-Йорк, чтобы окончить среднюю школу и подготовиться к поступлению в колледж. Там она жила с семьёй своей кузины Мод. Семья походила на белых и проживала в белом районе. Тем не менее, присутствие Мюррей приводило в замешательство соседей Мод, поскольку её частично африканское происхождение было более заметно. Мюррей окончила школу с отличием и в 1927 году поступила в Хантер-Колледж, где проучилась два года.
30 ноября 1930 года Мюррей тайно вышла замуж за Уильяма Роя Винна, известном как Билли Винн, но вскоре пожалела об этом решении. Историк Розалинда Розенберг пишет:

Их медовые выходные, проведённые в «дешёвом отеле Уэст-Сайд», обернулись катастрофой, которую она позже приписала своей молодости и бедности. Правда была более сложной. Как объяснила Паули в своих заметках несколько лет спустя, она чувствовала себя оттолкнутой половым актом. Часть её хотела быть «нормальной» женщиной, но другая часть сопротивлялась. «Почему когда мужчины пытаются заняться со мной любовью, что-то во мне борется?» задавалась она вопросом.
Оригинальный текст (англ.)Their honeymoon weekend, spent in a "cheap West Side Hotel", was a disaster, an experience that she later attributed to their youth and poverty. The truth was more complicated. As Pauli explained in notes to herself a few years later, she had felt repelled by the act of sexual intercourse. Part of her had wanted to be a "normal" woman, but another part resisted. "Why is it when men try to make love to me, something in me fights?" she wondered
— Rosenberg, Rosalind. Jane Crow: The Life of Pauli Murray
Мюррей и Винн провели вместе всего несколько месяцев, прежде чем оба покинули город. Они не виделись до тех пор, пока Мюррей не связалась с ним, чтобы 26 марта 1949 года аннулировать свой брак.
Вдохновлённая посещением Колумбийского университета и любимым преподавателем, Мюррей решила поступать именно туда, но была отвергнута, потому что университет не принимал женщин. У неё не было средств, чтобы посещать женскую школу Барнард-колледжа, вместо этого она поступила в Хантер-Колледж, свободный городской университет, где она была одной из немногих цветных студенток. Мюррей была воодушевлена одним из своих английских инструкторов, который поставил ей «А» за эссе о дедушке по материнской линии. Это стало основой её мемуаров Proud Shoes (1956) о семье матери. Мюррей опубликовала статью и несколько стихов в газете колледжа. Колледж она окончила в 1933 году со степенью бакалавра искусств по английскому языку.
Работу во время Великой депрессии найти было трудно. Мюррей продавала подписки на Opportunity: A Journal of Negro Life, научный журнал Национальной городской лиги, организации за гражданские права, базирующейся в Нью-Йорке. Плохое состояние здоровья вынудило ее уйти в отставку и врач рекомендовал поискать более здоровую окружающую среду.
Мюррей заняла должность в Camp Tera, природоохранном лагере для безработных женщин, созданном по настоянию первой леди Элеоноры Рузвельт. Camp Tera создавался по аналогии с лагерями Гражданского корпуса охраны природы (ССС), состоящим только из мужчин, сформированных в рамках Нового курса президента Франклина Д. Рузвельта, для обеспечения занятости молодёжи и улучшения национальной инфраструктуры. За три месяца пребывания в лагере здоровье Мюррей восстановилось. Кроме того, она познакомилась с Элеонорой Рузвельт. Позже у них была переписка, которая изменила её жизнь. Позже у Мюррей произошёл конфликт с директором лагеря. Он нашёл среди вещей Мюррей марксистскую книгу из её курса в Хантер-колледже и поставил под сомнение отношение Мюррея во время визита Первой леди. Также, директор не одобрил её межрасовые отношения с Пегом Холмсом, белым советником. Мюррей и Холмс покинули лагерь в феврале 1935 года и начали путешествовать по стране, путешествуя автостопом и на грузовых поездах. Позже Мюррей работала в Христианской ассоциации молодых женщин (YWCA).

## Годы в школах права

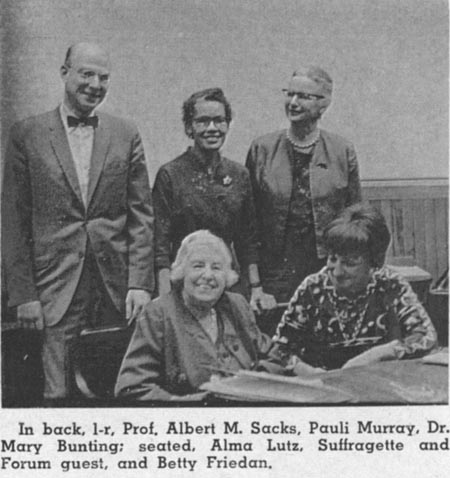
Стоят, слева направо, Альберт М. Сакс, Паули Мюррей, Мэри Бантинг; сидят, слева направо, Альма Лутц, суфражистка [sic] и гость форума Гарвардской школы права, и Бетти Фридан

В 1938 году Мюррей хотела поступить в Университет Северной Каролины, но её заявка была отклонена из-за расы. Все школы и другие общественные учреждения в штате были сегрегированы в соответствии с законодательством Северной Каролины, как и в других штатах Юга. Этот случай широко освещался в белых и чёрных газетах. Мюррей писала чиновникам, начиная от президента университета и заканчивая президентом Рузвельтом, публикуя свои ответы для средств массовой информации, пытаясь привести их в замешательство. NAACP изначально интересовалась этим делом, но позже отказалась представлять Мюррей в суде, возможно, опасаясь, что её длительное проживание в штате Нью-Йорк ослабило её позиции. Лидер NAACP Рой Уилкинс выступил против представления её в суде, потому что Мюррей публиковала свою корреспонденцию, которую он считал «не дипломатической». Обеспокоенность по поводу её сексуальности также, возможно, сыграла свою роль в принятии решения; Мюррей часто носила брюки, а не обычные женские юбки, и открыто говорила о своих отношениях с женщинами.
В начале 1940 года Мюррей была задержана полицией в Род-Айленде и была переведена в Bellevue Hospital в Нью-Йорке для психиатрического лечения. В марте Мюррей покинула больницу вместе с Аделен Макбин, соседкой по комнате и подругой и села на автобус в Дарем, чтобы навестить тётушку.
В Питерсберге (Виргиния) две женщины пересели со сломанных сидений в чёрной задней части автобуса, где согласно законам штата о сегрегации они должны были сидеть, в белую часть спереди. Вдохновлённые разговором о гражданском неповиновении Ганди, две женщины отказались вернуться назад, даже после того, как была вызвана полиция. Они были арестованы и заключены в тюрьму. Первоначально Мюррей и Макбин защищала NAACP, но когда пара была осуждена только за хулиганство, а не за нарушение законов о сегрегации, организация перестала представлять их. Штраф за Мюррей уплатила Лига защиты рабочих, социалистическая организация защиты трудовых прав, которая также начала рассматривать дела о гражданских правах. Несколько месяцев спустя Лига наняла Мюррей для своего административного комитета.
Работая в Лиге защиты рабочих, Мюррей активно участвовала в деле Оделла Уоллера, чернокожего испольщика из Виргинии, приговорённого к смертной казни за убийство во время ссоры Оскара Дэвиса, своего белого хозяина. Лига утверждала, что Дэвис обманул Уоллера, тем самым спровоцировав конфликт, который становился всё более горячим, и Уоллер застрелил Дэвиса опасаясь за свою жизнь. Мюррей совершила поездку по стране, собирая средства для подачи апелляции по делу Уоллера. Она написала первой леди Элеоноре Рузвельт от имени Уоллера. Рузвельт, в свою очередь, написала губернатору Вирджинии Джеймсу Хьюберту Прайсу, прося его гарантировать справедливость суда; позже она убедила президента в частном порядке попросить Прайса смягчить смертный приговор. Благодаря этой переписке Мюррей и Элеонора Рузвельт завели дружбу, которая продлится до смерти последней два десятилетия спустя. Однако, несмотря на усилия Лиги защиты рабочих и Рузвельта, губернатор утвердил приговор Уоллера. Уоллер был казнён 2 июля 1942 года.

### Говардский университет
Суд над Мюррей по обвинению, связанному с инцидентом в автобусе, и её опыт в деле Уоллера вдохновили Паули начать карьеру в области законодательства о гражданских правах. В 1941 году она начала посещать юридический факультет Говардского университета. Мюррей была единственной женщиной в своём классе юридической школы, и уже вскоре она столкнулась с сексизмом, который обозначила как «Джейн Кроу», по аналогии с «Джимом Кроу», системой расового дискриминационного законодательства в южных штатах. В первый день занятий Мюррей один из профессоров, Уильям Роберт Мин, заметил, что не знает, почему женщины ходят в юридическую школу. Она была в ярости.

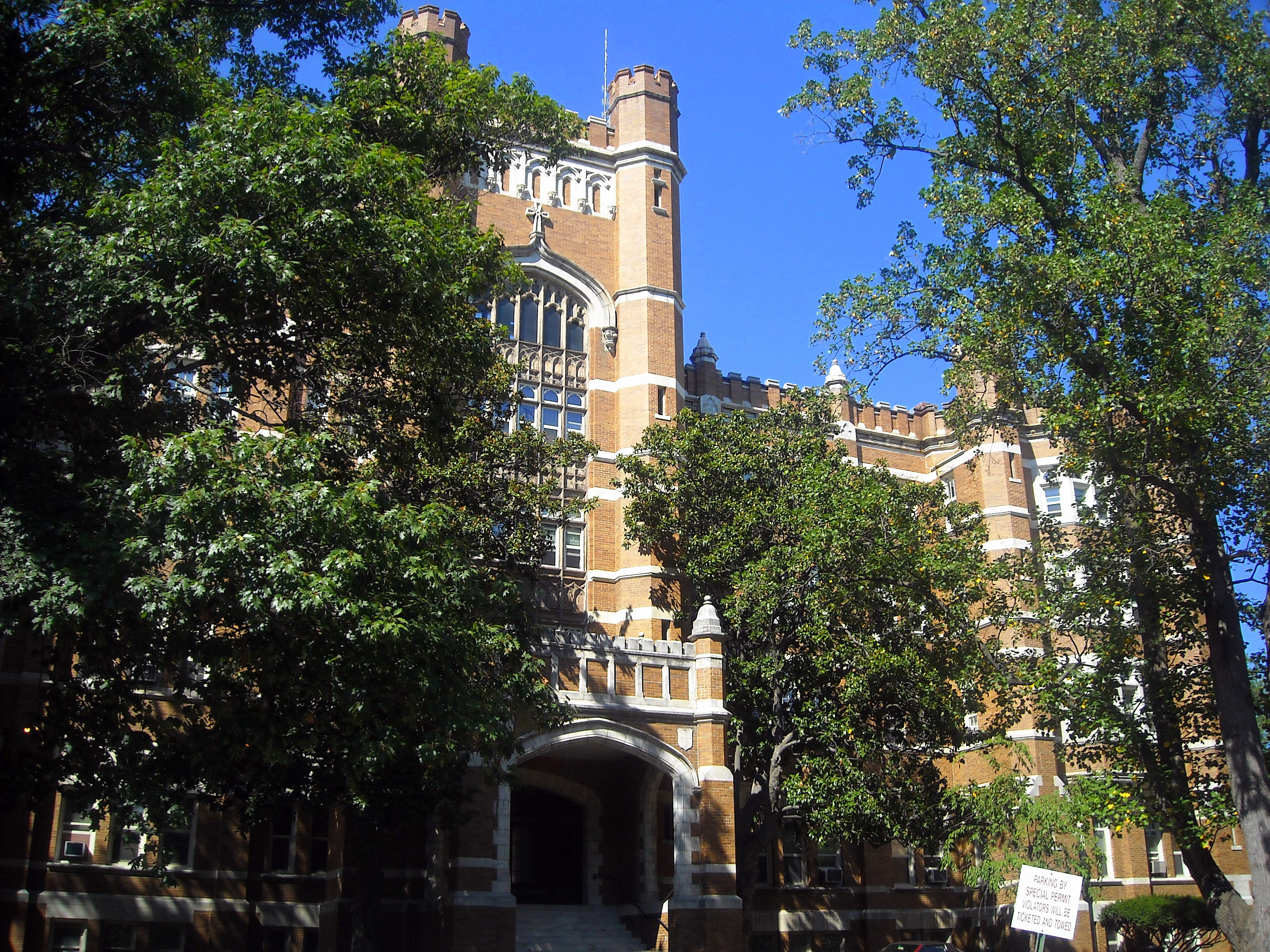
Школа права Говардского университета

В 1942 году, ещё учась на юридическом факультете, Мюррей присоединилась к Конгрессу расового равенства (CORE). В том же году она опубликовала статью Negro Youth’s Dilemma (в переводе с англ. — «Дилемма негритянской молодёжи»), в которой бросила вызов сегрегации в вооружённых силах США, которая продолжалась и во время Второй мировой войны. Она также участвовала в сидячих забастовках в нескольких ресторанах Вашингтона (округ Колумбия), практиковавших дискриминационную политику размещения. Эти действия предшествовали более распространённым сидячим забастовкам во время движения за гражданские права в 1950-х и 1960-х годах.
Мюррей была избрана главным судьей Говардского суда пэров, высшей студенческой должности в университете. В 1944 году она закончила обучение первой в своём классе. Традиционно мужчины, ставшие лучшими в своём классе, получали стипендию Юлиуса Розенвальда для обучения в Гарвардском университете, но в те годы этот университет не принимал женщин. Кандидатура Мюррей была отклонена, несмотря на письмо поддержки от президента Франклина Д. Рузвельта. В ответ она написала: «Я бы с удовольствием сменила пол в соответствии с вашими требованиями, но, поскольку путь к таким переменам мне не раскрыт, у меня нет другого выхода, кроме как обратиться к вам с просьбой изменить своё мнение. Вы хотите сказать мне, что одно так же сложно, как и другое?»
Мюррей поступила в аспирантуре школы права Калифорнийского университета в Беркли. Её диссертация, в которой утверждалось, что «право на труд является неотъемлемым правом», была озаглавлена «Право на равные возможности при найме на работу». Она была опубликовано в California Law Review, подготовленном школой.

## Дальнейшая карьера
В 1945 году Мюррей сдала экзамен в Калифорнии и в январе следующего года была назначена заместителем генерального прокурора штата, став первым чернокожим человеком, занявшим эту должность. В том же году Национальный совет негритянских женщин назвал её «Женщиной года», а журнал Mademoiselle сделал то же самое в 1947 году.
В 1950 году Мюррей опубликовал книгу States' Laws on Race and Color (в переводе с англ. — «Законы штатов о расе и цвете»), в которой проанализировала и раскритиковала законы штатов о сегрегации. Она привела психологические и социологические доказательства, а использовала также юридические и инновационные методы обсуждения, за которые её ранее критиковали профессора Говарда. Мюррей утверждала, что адвокаты по гражданским правам должны оспаривать законы о сегрегации как неконституционные напрямую, вместо того, чтобы пытаться доказать неравенство так называемых «отдельных, но равных» объектов, как утверждали многие правоведы.
Тэргуд Маршалл, тогдашний главный адвокат NAACP и будущий судья Верховного суда, назвал книгу Мюррей «Библией» движения за гражданские права. Её подход оказал влияние на аргументы юристов NAACP в знаменитом деле «Браун против Совета по образованию» (1954), в котором они опирались на психологические исследования, оценивающие влияние сегрегации на учащихся в школе. В результате, Верховный суд США постановил, что сегрегация в публичных школах является неконституционной.
С 1960 по 1961 год Мюррей жила в Гане и преподавала в Ганской школе права. Вернувшись в США, она училась в Йельской школе права, став в 1965 году первым афроамериканцем, получившим степень доктора права в Йеле. С 1968 по 1973 год Мюррей преподавала в Брандейском университете, где получила должность «полного профессора» в области американистики.

### «Джейн Кроу»
Находясь на переднем крае движения за гражданские права, наряду с такими деятелями, как Мартин Лютер Кинг-младший и Роза Паркс, пусть и менее известная, Паули Мюррей выступала против дискриминации по признаку расы и пола. Она ввела термин «Джейн Кроу», по аналогии с расистскими законами, прозванными «Законами Джима Кроу». Этот термин демонстрировал убеждение Мюррей в том, что помимо расовой сегрегации, в США так же практикуется, в том числе, и на официальном уровне, гендерная сегрегация. Она была настроена работать с другими активистами, чтобы положить конец расизму и сексизму. Речь Мюррей Jim Crow and Jane Crow, произнесённая в Вашингтоне в 1964 году, проливает свет на долгую борьбу афроамериканских женщин за расовое равенство и их последующую борьбу за равенство между полами.

### Права женщин
В 1961 году президент США Джон Ф. Кеннеди назначил Мюррей в Президентскую комиссию по положению женщин. Она подготовила записку, озаглавленную «Предложение пересмотреть применимость четырнадцатой поправки к законам штатов и практикам, дискриминация по признаку пола как таковая», в котором утверждалось, что Четырнадцатая поправка запрещает дискриминацию по признаку пола, а также расовую дискриминацию. В 1963 году Мюррей предложила включить в обсуждаемый Конгрессом закон о гражданских правах слово «пол». Против предложения выступили как консерваторы, так и некоторые активисты движения за гражданские права, опасавшиеся, что фокус сместится с прав темнокожих американцев на права белых женщин. Как заявляла сама Мюррей «В случае с темнокожей женщиной чрезвычайно трудно определить, дискриминируют её по признаку расы или же пола […] Эти два вида дискриминации настолько сильно переплетены между собой и настолько близки по сути, что говорить об их тесной взаимосвязи как никто другой в праве именно темнокожие женщины». В результате, Мюррей добилась своего, Глава VII принятого Конгрессом «Закона о гражданских правах 1964 года» запрещала дискриминацию при найме на работу и в области профессионального обучения дискриминацию по мотивам расы, цвета кожи, пола, религии или национального происхождения. Через много лет, успех Мюррей в борьбе с дискриминацией женщин помог защитить права секс-меньшинств. В июне 2020 года Верховный суд США запретил дискриминацию ЛГБТ на работе, решив что Закон о гражданских правах 1964 года запрещает не только дискриминацию по половому признаку, но и по признаку сексуальной ориентации.
В 1963 году она стала одной из первых, кто критиковал сексизм движения за гражданские права в своей речи «Негритянка в поисках равенства». В письме одному из лидеров движения за гражданские права А. Филиппу Рэндольфу она подвергла критике тот факт, что в марте 1963 года в Вашингтоне ни одна женщина не была приглашена выступить или стать частью его делегации лидеров, которые отправились в Белый дом.
В 1965 году Мюррей опубликовала статью (в соавторстве с Мэри Иствуд) Jane Crow and the Law: Sex Discrimination and Title VII в юридическом журнале George Washington Law Review. В статье обсуждается раздел VII Закона о гражданских правах 1964 года применительно к женщинам и проводится сравнение между дискриминационными законами в отношении женщин и «законами Джима Кроу». В 1966 году она стала соучредителем Национальной организации женщин (NOW), которая, как она надеялась, могла бы выступить в качестве NAACP по правам женщин. В марте того же года Мюррей написала Ричарду Элтону Грэму, что Комиссия по обеспечению равных возможностей в сфере занятости, членом которой он являлся, не выполняет своего обязательства по защите прав женщин, в результате чего защищается только половина чернокожего населения. Позже, в 1966 году, Мюррей и Дороти Кеньон успешно оспорили дело «Уайт против Крука», в котором Апелляционный суд США по пятому округу постановил, что женщины имеют равное право на работу присяжными. Когда адвокат и будущий судья Верховного суда Рут Бейдер Гинзбург написала своё краткое изложение для дела «Рид против Рида» — дела Верховного суда 1971 года, в котором впервые была распространена статья о равной защите Четырнадцатой поправки на женщин — она добавила Мюррей и Кеньон в качестве соавторов в знак признания её долга перед их работой.

### Академия и священство
В 1967—1968 годах Мюррей служила вице-президентом колледжа Бенедикта в Колумбии (Южная Каролина), который покинула, чтобы стать профессором Брандейского университета, где оставалась до 1973 года. Помимо преподавания права, Мюррей ввела классы по афроамериканским и женским исследованиям, которые стали первыми для университета. Позже Мюррей написала, что её время в Брандейсе было «самым волнующим, мучительным, удовлетворяющим, боевым, разочарованным и порой триумфальным периодом моей светской карьеры».
Вдохновленные связями с другими женщинами Епископальной церкви, Мюррей, которой было более шестидесяти лет, покинула Брандейс, чтобы посещать семинарию. В 1976 году она была рукоположена в диаконы, а после трёх лет обучения, в 1977 году стала одной из первых женщин-священников в Епископальной церкви и первой афроамериканкой, рукоположенной в сан священника. В тот год она отпраздновала свою первую Евхаристию по приглашению и произнесла свою первую проповедь в Часовне Креста Господня в городе Чапел-Хилл (Северная Каролина). Это был первый раз, когда женщина совершала Евхаристию в Епископальной церкви в Северной Каролине. В 1978 году она проповедовала в своём родном городе Дареме, в День Матери в епископальной церкви Святого Филиппа, прихожанами которой ещё в XIX веке являлись её мать, бабушка и дедушка. Мюррей объявила о своей миссии примирения. В течение следующих семи лет Мюррей работал в приходе в Вашингтоне (округ Колумбия), уделяя особое внимание служению больным.

## Смерть и наследие
1 июля 1985 года Паули Мюррей умерла от рака поджелудочной железы в доме, которым она владела со своей давней подругой, профсоюзной деятельницей Майдой Спрингер Кемп, в Питтсбурге (Пенсильвания). Перед смертью она передала свои архивы, включая личные записи о своей сексуальности и гендерной идентичности, Библиотеке Артура и Элизабет Шлезингеров по истории женщин в Америке при Институте перспективных исследований Рэдклиффа Гарвардского университета.
В 1990 году Комиссия по правам человека округа Ориндж (Северная Каролина) (англ. Orange County Human Relations Commission) учредила Премию Паули Мюррей (англ. Pauli Murray Award), которая вручается за достижения в области равенства, справедливости и прав человека в трёх категориях (молодёжь, взрослые и бизнес).
В 2012 году Генеральная конвенция Епископальной церкви проголосовала за то, чтобы почтить Мюррей как одну из святых, день который будет отмечаться 1 июля, в годовщину её смерти, вместе с писательницей Гарриет Бичер-Стоу. Епископ Майкл Карри из епархии Северной Каролины сказал, что это признание чествует «людей, чьи жизни служат примером того, что значит идти по стопам Иисуса и изменить мир».
В 2015 году Национальный фонд охраны исторического наследия объявил дом семьи Мюррей на Кэрролл-стрит в Дареме (район Уэст-Энд в Северной Каролине), в котором Паули провела детство, национальным достоянием.
В апреле 2016 года Йельский университет объявил, что в честь Мюррей будет назван один из двух новых колледжей (англ. Pauli Murray College), который открылся для студентов в 2017 году; другой должен был быть назван в честь Бенджамина Франклина.
В декабре 2016 года Министерство внутренних дел США объявило дом семьи Паули Мюррей национальным историческим памятником.
В 2018 году Мюррей была выбрана Национальным проектом истории женщин в качестве одного из лауреатов Месяца женской истории в Соединённых Штатах.
В 2024 государственным банком США издана памятная монета в 25 центов имеющие её изображение

## Сексуальность и гендерная идентичность
Мюррей на протяжении большей части своей жизни боролась со своей сексуальной и гендерной идентичностью. Ее брак в подростковом возрасте почти сразу закончился осознанием того, что «когда мужчины пытаются заняться со мной любовью, во мне что-то с этим борется». Признавая термин «гомосексуал» в описании других, Мюррей предпочитала описывать себя как имеющую «перевёрнутый половой инстинкт», который заставлял её вести себя так же, как мужчина, которого привлекают женщины. Она хотела «моногамную семейную жизнь», но в которой была бы мужчиной. Большинство её отношений были с женщинами, которых она описывала как «чрезвычайно женственные и гетеросексуальные». В молодые годы Мюррей часто была опустошена в результате прекращения этих отношений, так как она дважды была госпитализирована для психиатрического лечения, в 1937 и в 1940 годах. При этом, она не старалась как-то определить свою сексуальность и никогда не обсуждала свою личную жизнь. Как вспоминала Карен Росс, внучатая племянница, которая пять лет жила вместе с Мюррей: «Она чувствовала, будто в ее женском теле заточен мужской мозг […] но никогда сильно об этом на распространялась».
Мюррей носила короткие волосы и предпочитал брюки юбкам; из-за её небольшого телосложения в её жизни был период, когда её часто принимали за мальчика-подростка. В свои двадцать лет она изменила своё имя от однозначно женского Полин до более андрогинного Паули. В письмах своей тёте, Полин называла себя «мальчиком-девочкой» и мужчиной, заключённым в женском теле. Во время её ареста за акцию протеста против сегрегации в автобусах в 1940 году она представилась полицейским как «Оливер». Мюррей проводила гормональную терапию в 1940-х годах, чтобы исправить то, что она считала личным дисбалансом и даже просила провести операцию на брюшной полости, чтобы проверить, не «утопила ли она» мужские половые органы. Написав о понимании Мюррей своего пола, историк Розалинда Розенберг, автор книги Jane Crow: The Life of Pauli Murray, отнесла Мюррея к категории транссексуалов. Отвечая на вопрос Афро-американского общества интеллектуальной истории о её понимании пола Мюррей в интервью 2017 года, Розенберг заявляет: «(В молодости Паули) Это были годы, когда не существовал термин „трансгендер“, и не было социального движения, которое могло бы поддержать или помочь понять транс-опыт. Документы Мюррей помогли мне понять, как её борьба с гендерной идентичностью сформировала её жизнь как пионера гражданских прав, ученого-правоведа и феминистки».

### Местоимения
В эссе, озаглавленном Pauli Murray and the Pronominal Problem, философ, активист и трансгендерный учёный Наоми Симмонс-Торн оказывает поддержку формирующемуся представлению о Мюррее как о ранней трансгендерной фигуре в истории США. В своём эссе она призывает историков и учёных дополнить эту растущую интерпретацию за счёт использования мужских местоимений, отражающих мужское восприятие себя Мюррей. Однако Симмонс-Торн не первый учёный, который обратил внимание на проблему местоимений Мюррей. Историк Саймон Д. Элин Фишер также поставил под сомнение историческую и текстовую практику присвоения местоимений Мюррей женского пола через их местоименное использование слова «s / he» в некоторых своих трудах. Симмонс-Торн, однако, использует исключительно местоимения «он-ему-его» в отношении Мюррей. Она рассматривает эту практику как один из многих «де-эссенциалистских» трансисториографических методов, способных «прервать [логику] биологического детерминизма» и «ограничения циссексизма, действующие исторически». Её взгляд является радикальным для большинства биографов и учёных, которые обычно пишут про Мюррей используя местоимения «она-ей-её».

## Мемуары и поэзия
В дополнение к своим юридическим работам Мюррей написала два тома автобиографии и сборник стихов. В её первой автобиографической книге, Proud Shoes (1956), прослеживается сложное расовое происхождение её семьи, особенно бабушки и дедушки по материнской линии, Роберта и Корнелии Фицджеральд. Корнелия была дочерью рабыни, которую изнасиловали её белый хозяин и его брат. Рождённая в рабстве девушка смешанной расы была воспитана сестрой своего владельца и получила образование. Роберт был свободным чернокожим из Пенсильвании, также со смешанным расовым происхождением; он переехал на юг, чтобы преподавать в эпоху реконструкции. Газеты, в том числе The New York Times, дали книге очень положительные отзывы. The New York Herald Tribune заявила, что Proud Shoes — это «личные воспоминания, это история, это биография, и это также история, которая в своих лучших проявлениях достаточно драматична, чтобы удовлетворить требования художественной литературы. Она написана в гневе, но без ненависти; с любовью, но без пафоса и слёз; с юмором, который никогда не становится экстравагантным».
В 1970 году Мюррей опубликовала сборник своих стихов Dark Testament and Other Poems. Критик Кристина Г. Бухер назвала их рядом «противоречивых стихов о любви», а также тех, которые исследуют экономическую и расовую несправедливость. Сборник получила мало внимания критиков и был переиздан в 2018 году, после публикации новой биографии Мюррей в 2017 году.
В 1987 году посмертно были опубликованы мемуары Мюррей Song in a Weary Throat: An American Pilgrimage. Книга была посвящена собственной жизни Мюррей, особенно ей борьбе с гендерной и расовой дискриминацией. Она получил Книжную премию Роберта Ф. Кеннеди, премию Святого Христофора и Книжную премию Лилиан Смит.

### Право
- States' Law on Race and Color, Cincinnati: Women’s Division of Christian Service, Board of Missions and Church Extension, Methodist Church, 1950.
- Davison Douglas, ed., 1997. States' Law on Race and Color, 2nd edn, University of Georgia Press. ISBN 978-0-8203-1883-7
- совместно с Leslie Rubin. The Constitution and Government of Ghana, London: Sweet & Maxwell, 1961. African Universities Press, 1964

### Поэзия
- Dark Testament and Other Poems, Connecticut: Silvermine Publishers, 1970. ISBN 978-0-87321-016-4

### Автобиографии
- Proud Shoes: The Story Of An American Family, New York: Harper & Brothers, 1956. ISBN 0-8070-7209-5.
- Song in a Weary Throat: An American Pilgrimage, New York: Harper & Row, 1987. ISBN 0-06-015704-6. Reissued as Pauli Murray: The Autobiography of a Black Activist, Feminist, Lawyer, Priest and Poet, University of Tennessee Press, 1989. ISBN 0-87049-596-8.